# Dendrosoter olynthus
Dendrosoter olynthus är en stekelart som beskrevs av Nixon 1939. Dendrosoter olynthus ingår i släktet Dendrosoter och familjen bracksteklar. Inga underarter finns listade i Catalogue of Life.